# La Garnache
 La Garnache  es una población y comuna francesa, en la región de Países del Loira, departamento de Vendée, en el distrito de Les Sables-d'Olonne y canton de Challans.

## Demografía
| 2710 | 2628 | 2807 | 3152 | 3379 | 3576 |
| Para los censos de 1962 a 1999 la población legal corresponde a la población sin duplicidades (Fuente: INSEE [Consultar]) |      |      |      |      |      |